# Frédéric de Morsier
Pour les articles homonymes, voir Morsier.
Frédéric de Morsier, né le 25 octobre 1861 à Genève et mort dans cette même ville le 3 novembre 1931, est un architecte et aquarelliste suisse.

## Biographie
Frédéric de Morsier fréquente l’École des Beaux-Arts de Genève, puis, de 1882-1890, étudie l'architecture à l’École des Beaux-Arts de Paris. Il s'y intègre à l'atelier de Jean-Louis Pascal, particulièrement prisé des élèves suisses. Il reste près de trois ans en seconde classe, puis est admis en première classe en 1885. Il y restera cinq ans.
Revenu à Genève, il s'associe à son frère Henri (1859-1924), ingénieur diplômé de la Faculté technique de l'Université de Lausanne en 1883. Charles Weibel (1866-1942), lui aussi diplômé de l'École des Beaux-Arts de Paris les rejoint bientôt, d'abord comme collaborateur, puis comme associé. Ce bureau très prisé réalise de nombreux bâtiments à Genève.

## Constructions à Genève
- 1893, Institut de pathologie, Boulevard de la Cluse 38-40 (démoli).
- 1895, immeuble Boulevard Saint-Georges 75-77.
- 1896, Exposition nationale de Genève, Palais de l'industrie (démoli).
- 1897-1899, école à la rue des Eaux-Vives.
- 1899, Bellevue, agrandissement du port de la villa Gitana.
- 1900, concours pour le Musée d'art et d'histoire, 2e prix.
- 1900-1904, École des Beaux-Arts, Boulevard helvétique 9, médaille d'argent 1903.
- 1905-1906, Salle centrale, rue de la Madeleine, médaille d'argent 1907.
- 1909-1910, Salle de paroisse des Eaux-Vives, Place Jargonnant 5.
- 1915-1919, immeubles Rue du Marché 18-20, et Rue de la Rôtisserie 13-15.
- 1922-1925, immeubles rue de la Rôtisserie 2-8, place des Trois-Perdrix 3, rue Frank-Martin 1-5 et rue de la Pélisserie 2[2].